# Umiak

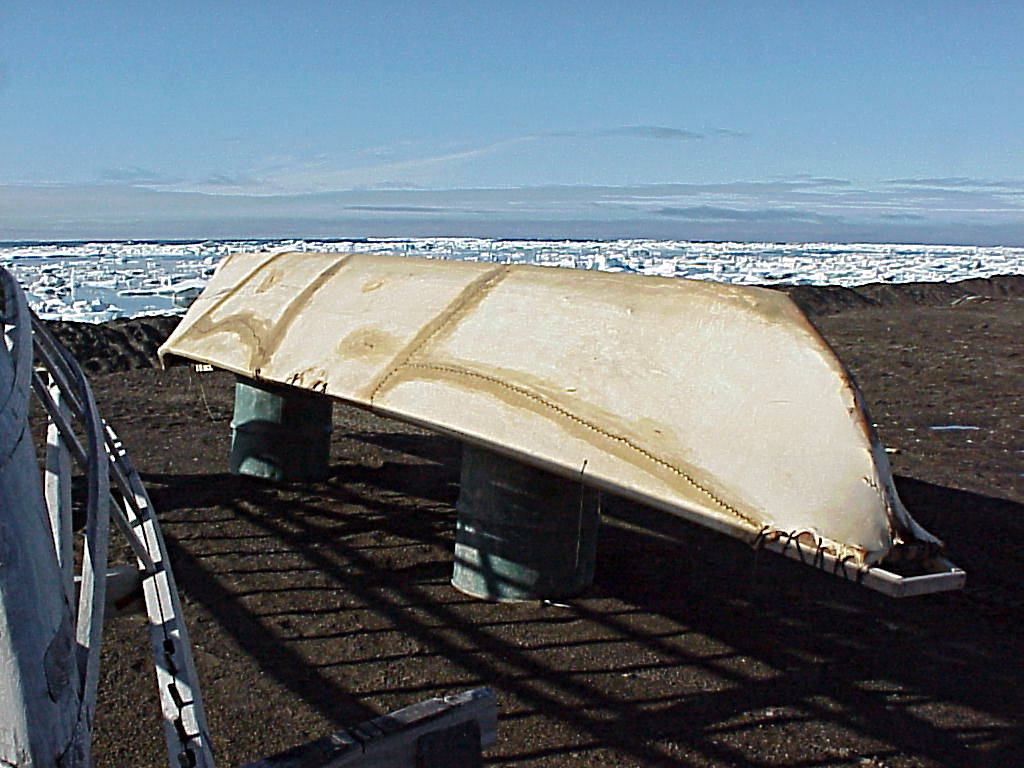
Umiak en Barrow, Alaska.

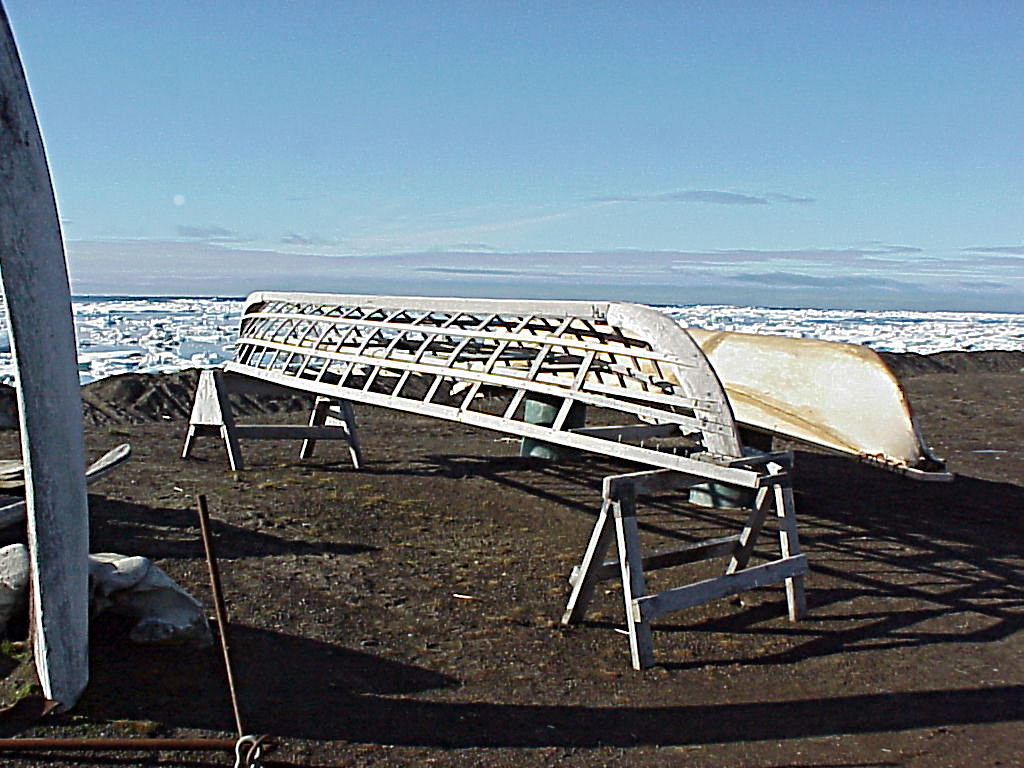
Marco de madera de umiak (Barrow, Alaska).

El umiak, umiaq, o oomiak es un tipo de embarcación utilizada por los Inuit para el transporte. Su nombre significa «barco de la mujer», en oposición al kayak, que es el «barco del hombre». Al igual que con el kayak, usaban para su fabricación tradicional madera recogida en las orillas de ríos o del mar, o bien huesos de ballena, todo ello formando una estructura sobre la cual se extendían pieles de foca barbuda. Las piezas se sujetaban unas con otras usando cornamentas, marfil o madera a modo de clavos. 
El umiak era significativamente mayor que el kayak, pudiendo acoger a más de 20 personas en su estructura de 6 a 10 metros, necesitando cerca de siete pieles de foca para un barco de unos siete metros. Se utilizaba en verano para transportar personas y mercancías a los campos estacionales de caza, así como para expediciones balleneras. La proa y la popa eran romas.

## Enlaces externos

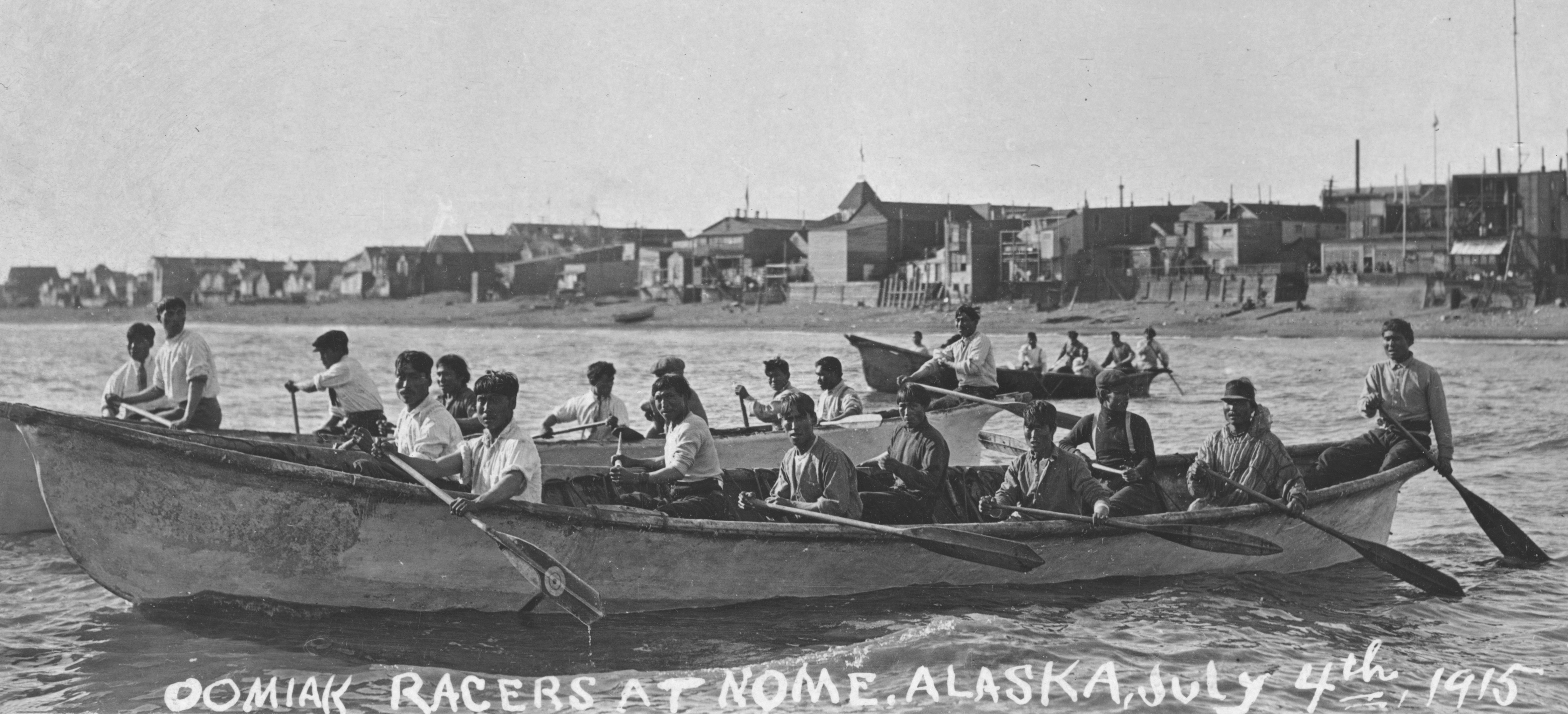
Carrera de inupiat en umiaks (Nome, Alaska, 1915).

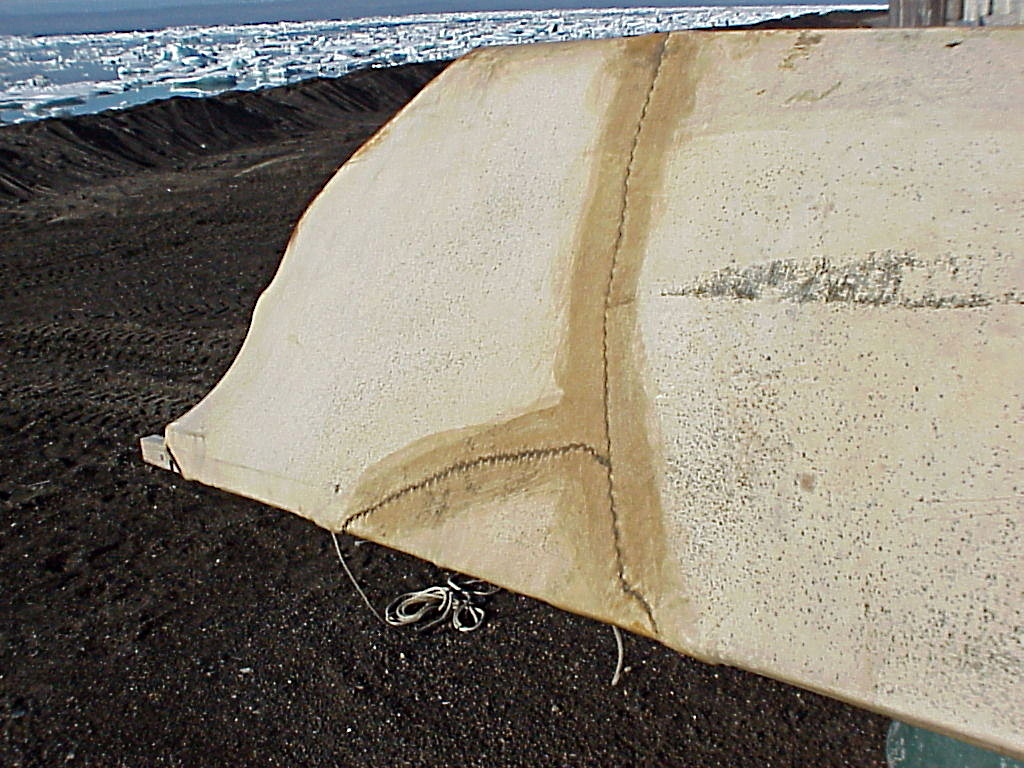
Vista de las costuras.

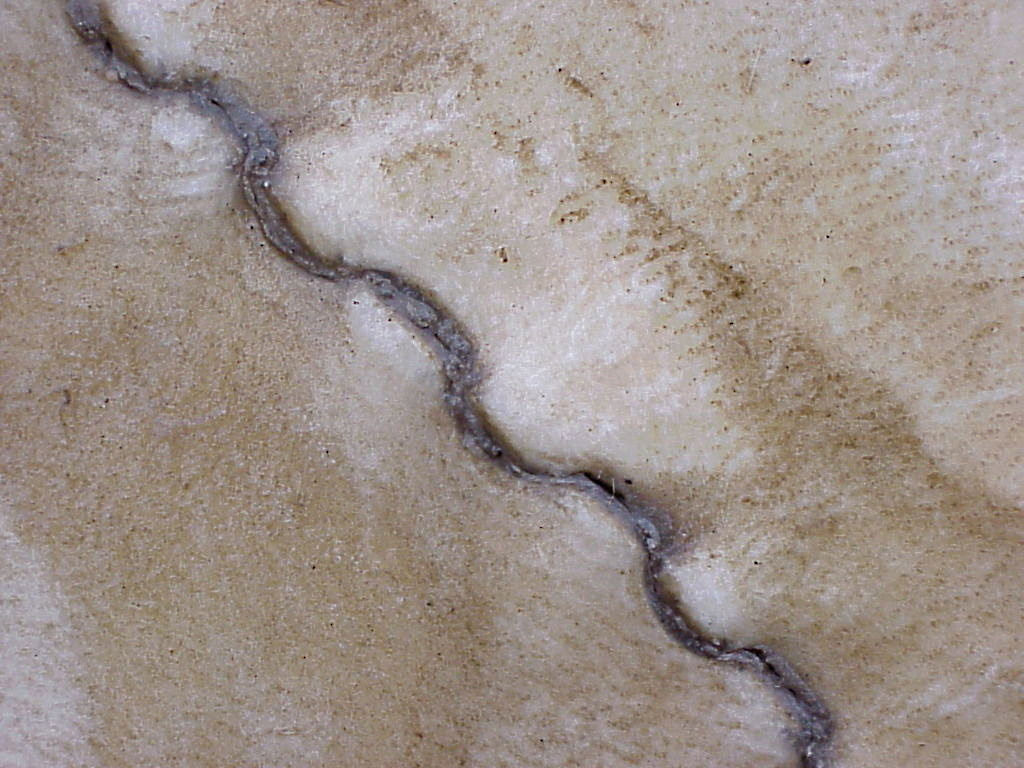
Vista en detalle de una costura desde el exterior.